# 桜井野の花
桜井 野の花（さくらい ののか、1989年4月8日- ）は、日本のキャバクラ嬢、ファッションモデル、経営者。

## 来歴
大阪府生まれ。小学3年生のとき父を亡くす。
キャバクラ嬢として「歌舞伎町No.1」となる。整形手術を100回以上（総額およそ3000万円）受けていると公言しており、Instagramには整形手術後の写真を自ら公開している。
2017年6月にキャバクラを辞め、歌舞伎町で新店舗「N」のプロデューサーとなった。
2018年には、雑誌『小悪魔ageha』の読者投票による表紙争奪総選挙で初代女王となった。
2018年10月9日に放映された『有吉弘行のダレトク!?』（関西テレビ放送）に出演した際に、整形に至った動機として、小学校時代から続くクラスメイトなどからの容姿に対するいじめがあったことを語っている。19歳のとき、最初の整形手術を行い、施術前まで言われていた容姿についての指摘がなくなり「世界が明るくなった」と感じた。
2018年末より「N」グループの広告を兼ねてYouTubeにチャネルを開設し、YouTuberとしての活動も始めている。
2019年にはキャバクラを2店舗オープンさせ、2020年には美容院をオープン。しかし、下記の通り風営法違反事件により2021年4月にはその2店舗のキャバクラの社長職は辞任をしている。
2023年1月23日にABEMA『給与明細』に出演。

## 風営法違反事件
2021年5月18日、東京都新宿区歌舞伎町でキャバクラを無許可営業し、女性従業員を接待させた風営法違反疑いで警視庁に逮捕された。取り調べに対しては容疑を否認していた。同年6月3日、別の店でも同様の容疑により再逮捕された。
事件では風営法の無許可での名義貸しが摘発されているが、歌舞伎町では名義人が売りに出されており、犯罪だということを知らず、目先の利益に目がくらんだ結果だという。摘発された2つの店に関しては、同年3月に警察の捜索を受けた後、オーナーには留まったが4月いっぱいで社長職を辞任した。
2021年9月8日、東京地方裁判所で行われた裁判で、桜井に懲役6ヶ月、執行猶予3年、罰金100万円、追徴金約4千万円の判決が言い渡された。裁判官は判決理由で「相当期間、無許可で他人の名義を借りて営業し、大きな利益を上げていた」と指摘した。
本事件により、生年月日は1991年4月8日と公表していたため逮捕時点ではそれに従うならば30歳であるはずが実際には2歳上の32歳であることや、既婚者であることなどが判明した。